# Liste des aéroports au Canada
Cet article donne la liste des aéroports au Canada, par province et territoire, ainsi que par ordre alphabétique de nom et d'indicateur.

## Liste par province et territoire
- Liste des aéroports à l'Île-du-Prince-Édouard
- Liste des aéroports à Nunavut
- Liste des aéroports à Terre-Neuve-et-Labrador
- Liste des aéroports au Manitoba
- Liste des aéroports au Nouveau-Brunswick
- Liste des aéroports au Yukon
- Liste des aéroports dans les Territoires du Nord-Ouest
- Liste des aéroports du Québec
- Liste des aéroports en Alberta
- Liste des aéroports en Colombie-Britannique
- Liste des aéroports en Nouvelle-Écosse
- Liste des aéroports en Ontario
- Liste des aéroports en Saskatchewan

## Au Canada
- Liste des aéroports au Canada (AB)
- Liste des aéroports au Canada (CD)
- Liste des aéroports au Canada (EG)
- Liste des aéroports au Canada (HK)
- Liste des aéroports au Canada (LM)
- Liste des aéroports au Canada (NQ)
- Liste des aéroports du Canada (RS)
- Liste des aéroports au Canada (TZ)
- Liste des aéroports canadiens par indicateur d'emplacement : CA
- Liste des aéroports canadiens par indicateur d'emplacement : CB
- Liste des aéroports canadiens par indicateur d'emplacement : CC
- Liste des aéroports canadiens par indicateur d'emplacement : CD
- Liste des aéroports canadiens par indicateur d'emplacement : CE
- Liste des aéroports canadiens par indicateur d'emplacement : CF
- Liste des aéroports canadiens par indicateur d'emplacement : CG
- Liste des aéroports canadiens par indicateur d'emplacement : CH
- Liste des aéroports canadiens par indicateur d'emplacement : CI
- Liste des aéroports canadiens par indicateur d'emplacement : CJ
- Liste des aéroports canadiens par indicateur d'emplacement : CK
- Liste des aéroports canadiens par indicateur d'emplacement : CL
- Liste des aéroports canadiens par indicateur d'emplacement : CM
- Liste des aéroports canadiens par indicateur d'emplacement : CN
- Liste des aéroports canadiens par indicateur d'emplacement : CO
- Liste des aéroports canadiens par indicateur d'emplacement : CP
- Liste des aéroports canadiens par indicateur d'emplacement : CR
- Liste des aéroports canadiens par indicateur d'emplacement : CS
- Liste des aéroports canadiens par indicateur d'emplacement : CT
- Liste des aéroports canadiens par indicateur d'emplacement : CV
- Liste des aéroports canadiens par indicateur d'emplacement : CW
- Liste des aéroports canadiens par indicateur d'emplacement : CY
- Liste des aéroports canadiens par indicateur d'emplacement : CZ

## Aéroports internationaux
- Liste des aéroports internationaux au Canada

## Aéroports abandonnées
- Liste des aéroports abandonnés au Canada

## Héliports
- Liste des héliports au Canada

## Autres
- Réseau national des aéroports